# Ambraser Hofjagdspiel

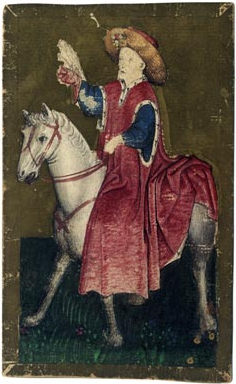
Falkenkönig

Das Ambraser Hofjagdspiel, auch Ambraser Falknerkarten, ist ein Kartenspiel, das um 1440–1445 gemalt wurde und wird Konrad Witz und seiner Werkstatt in Basel zugeschrieben.

## Datierung und Autorschaft
Das Ambraser Hofjagdspiel entstand vermutlich um 1440–1445 in Basel, Schweiz.
Der Name geht auf den Ort zurück, an dem es im 16. Jahrhundert entdeckt wurde. Wie das Hofämterspiel wurde es in einer großen Kunstsammlung des Erzherzogs Ferdinand Karl von Österreich auf Schloss Ambras in Tirol, Österreich, gefunden. Beide Spiele befinden sich im Kunsthistorischen Museum Wien.

## Zusammensetzung
Das Spiel bestand ursprünglich aus 56 Karten, das heißt, es ähnelt dem italienischen Tarock ohne den Trümpfe, von denen 54 erhalten sind. Das Deck ist in vier Farben unterteilt: Falke, Federspiel, Jagdhund und Reiher, basierend auf dem Thema der Reiherjagd. Jede Farbe enthält zehn Zahlenkarten (die nicht eigentlich nummeriert sind: Es gibt so viele Symbole wie die Zahl, der die Karte entspricht, mit Ausnahme der Zehn, die durch ein Banner dargestellt wird, wie bei vielen alten deutschen Karten oder modernen schweizerischen Karten) und vier unnummerierte und unbetitelte Bildkarten pro Farbe: den Unter, den Ober, die Königin und den König; alle reiten auf Pferden und tragen exotische Kopfbedeckungen statt bürobezogener Attribute.

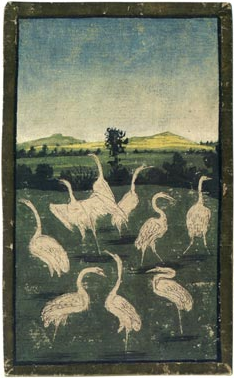
Reiher-IX
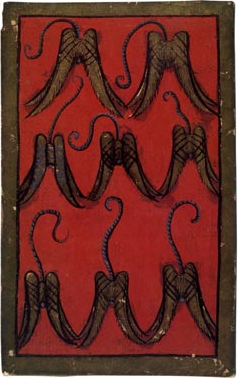
Federspiel-VIII
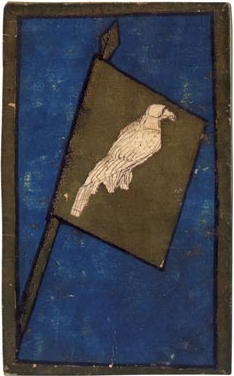
Falke-X
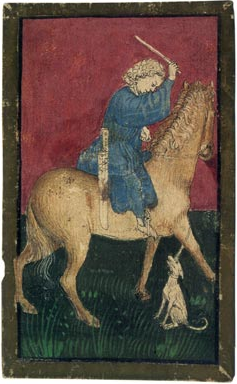
Jagdhund-Unter
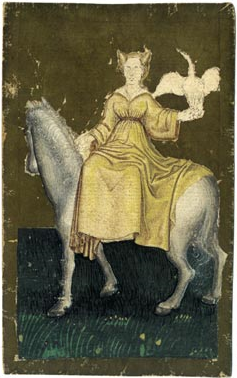
Reiher-Königin

## Analyse
Die Karten messen 9,5 × 15,6 cm und sind auf der Rückseite rot bemalt. Die Vorderseite ist mit Aquarell über schwarzen Tuschezeichnungen auf Papier bemalt. Um die Karten ausreichend dick zu machen, wurden mehrere Lagen Papier von Hand zusammengeklebt.
Das Jagdthema deutet darauf hin, dass dieses Spiel für den Adel bestimmt war, da die Jagd eine der beliebtesten Freizeitbeschäftigungen dieser Klasse war. Außerdem sind die Tiere manchmal in einer weniger formellen Pose dargestellt, was den Karten eine pädagogische Funktion entzieht. Der Preis eines aus Konrad Witzs Werkstatt gefertigten Spiels bestätigt dies.